# FOUR Frankfurt
FOUR Frankfurt, of simpelweg FOUR, is een stedenbouwkundig project in de Duitse stad Frankfurt am Main. Het project beslaat de bouw van vier hoogbouwtorens in het zakendistrict, Innenstadt en is ontworpen door het Nederlandse architectenbureau UNStudio.
Het gebouw zal gebouwd worden op een kavel van 16.000 m² en zal bestaan uit vier torens. Deze torens zullen een hoogte hebben van 228 m, 173 m, 120 m en 100 m. Het complex zal een totaal vloeroppervlak hebben van 219.000 m².